# Stuart Blanch
Pour les articles homonymes, voir Blanch.
Stuart Yarworth Blanch (2 février 1918, Blakeney – 3 juin 1994, Adderbury), baron Blanch, est un prélat anglican.
Il est évêque de Liverpool de 1966 à 1975, puis archevêque d'York de 1975 à 1983. Il entre au Conseil privé en 1966, et devient pair à vie en 1983 en tant que « baron Blanch ».